# Steinhart (Hainsfarth)

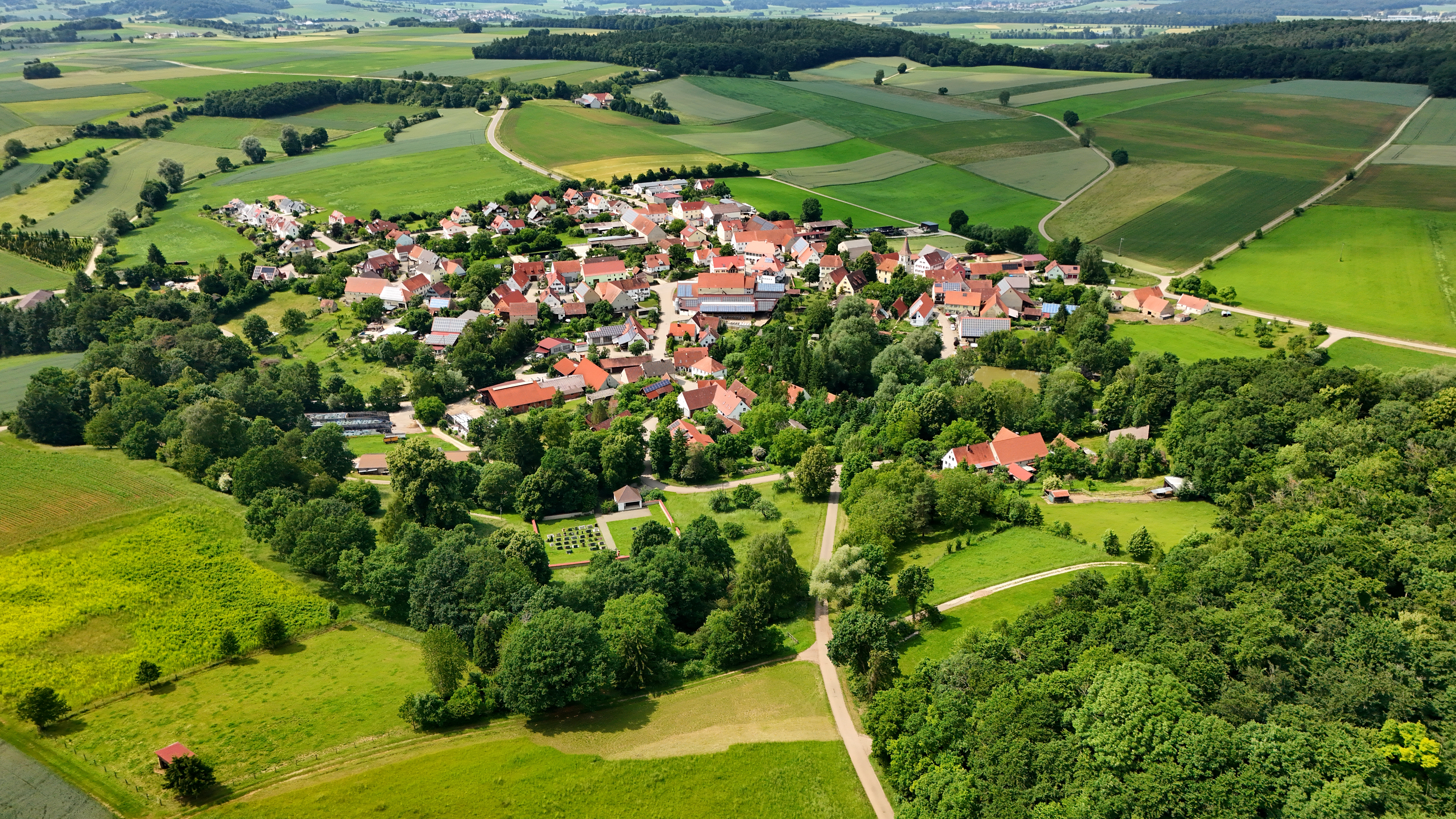
Luftbild (2025)

Steinhart ist ein Gemeindeteil der Gemeinde Hainsfarth im Landkreis Donau-Ries (Regierungsbezirk Schwaben, Bayern).

## Geographie
Das Kirchdorf liegt circa 4 km östlich von Hainsfarth. Es wird von der Staatsstraße 2216 durchquert, die es mit Hainsfarth und der Bundesstraße 466 verbindet. Ca. 3,5 km östlich befindet sich der Hahnenkammsee, die Stadt Oettingen ist 5 km entfernt. Der Rechtsseitige Gänsbach, ein Quellfluss der Wörnitz, durchfließt den Ort.

## Geschichte
Im 13. und 14. Jahrhundert ist ein Ortsadel der von Späth/Speth/Speto von Steinhart (um 1266 auch von Faimingen) nachgewiesen. Friedrich Späth war 1309 bis 1331 Bischof von Augsburg, sein Bruder Konrad stiftete 1313 die Kirche von Steinhart. 1339 starb die Familie aus. Später wurde im Dorf ein Schloss errichtet und die Burg aufgegeben.
Siehe auch Burg Steinhart und Burgstall Steinhart
Vom 16. Jahrhundert an gab es in Steinhart eine jüdische Gemeinde mit einem eigenen Friedhof. Später wurden eine kleine Synagoge und im Jahr 1843 ein israelitisches Schulhaus errichtet. In den 1880er Jahren löste sich nach starkem Wegzug die jüdische Gemeinde von Steinhart auf.
Bereits seit dem 17. Jahrhundert gab es in Steinhart eine Ziegelei. Später zu einer Dampfziegelei ausgebaut, wurde die Ziegelherstellung in den 1920er Jahren aufgegeben und das Anwesen zu einem landwirtschaftlichen Betrieb (die heutige Ziegelhütte).
Bis zum 1. Juli 1972 war Steinhart mit seinen Ortsteilen Hasenmühle und Ziegelhütte eine selbständige Gemeinde im ehemaligen Landkreis Gunzenhausen, danach kam es zum Landkreis Donau-Ries, der bis zum 30. April 1973 den Namen Landkreis Nördlingen-Donauwörth trug. Am 1. Januar 1976 wurden im Zuge der Gemeindegebietsreform alle drei Orte nach Hainsfarth eingemeindet.

## Bau- und Bodendenkmäler
- Burgruine Steinhart aus dem 12. Jahrhundert
- Jüdischer Friedhof
- Kirche St. Peter und Paul (erbaut von David Steingruber)